# Sorry, Blame It on Me
Singles de Akon
Speaker
(1997) Sweetest Girl (Dollar Bill)
(1997)
Pistes de Konvicted
Don't Matter Rush
Sorry, Blame It on Me est une chanson de R'n'B écrite par Akon pour la deuxième sortie de son second album Konvicted. La chanson a été écrite et produite par Clinton Sparks et sortie comme cinquième single de l’album en 2007.
Elle considéré aujourd'hui  comme l'un des plus gros succès de l'artiste .  

## Contenu lyrique
Dans la chanson, Akon publie diverses excuses, le premier couplet est destiné à sa petite amie, la mère de ses enfants : il présente ses excuses pour ne pas être tout le temps présent pour elle, de ne pas répondre à ses messages. Le deuxième couplet est pour sa mère, il dit qu'il regrette de ne pas l'avoir écoutée, ou encore de s'être fait embarquer par les policiers. Dans le dernier, il présente ses excuses pour l’incident de 2006 où une jeune fille de 14 ans est entrée dans l'un de ses concerts réservé aux plus de 21 ans. La fille est allée vers la scène tandis qu'Akon chante, il a alors simulé quelques brèves actions sexuelles dans diverses positions avec elle. Il fait des excuses pour cet incident dans le dernier couplet de la chanson. Il fait également des excuses pour Gwen Stefani qui était avec lui lors de ce concert. Mais il rajoute que ce n'est pas entièrement de sa faute et que les parents de la jeune fille sont aussi responsables.

## Clip Vidéo
Le clip vidéo de la chanson a été diffusé en premier sur Lusiano's phone le 8 août 2007. Il a été diffusé sur YouTube le 10 août 2007 après avoir été diffusée en première sur Yahoo! Musique. La femme noire dans le clip s’appelle Jevon Kusumaliaf et le petit garçon qui fête son anniversaire en jouant son fils est Christopher Mcbriar, le fils de la mannequin brésilien Lena Silver.

## Sortie
Une démo de la chanson est filtrée sur Internet en février 2007, plusieurs mois avant que la version officielle soit disponible sur le site Myspace d'Akon. La chanson est disponible sur  iTunes store le 17 juillet 2007. La chanson était en première position sur iTunes store le 21 juillet 2007 et le 23 juillet 2007 en deux occasions séparées. La chanson est sortie sur les radio le 24 juillet 2007. La chanson était à la 7e position le 4 août 2007 sur Billboard Hot 100.

## Classement
| Classement (2007)              | Meilleure position |
| ------------------------------ | ------------------ |
| Australie (ARIA)               | 27                 |
| Canada (Hot 100)               | 17                 |
| Danemark (Tracklisten)         | 16                 |
| États-Unis (Hot 100)           | 7                  |
| États-Unis (Pop Airplay)       | 37                 |
| Europe (Hot 100)               | 17                 |
| France (SNEP)                  | 10                 |
| Hongrie (Rádiós Top 40)        | 15                 |
| Hongrie (Dance Top 40)         | 29                 |
| Irlande (IRMA)                 | 9                  |
| Nouvelle-Zélande (RMNZ)        | 2                  |
| Pays-Bas (Single Top 100)      | 34                 |
| Tchéquie (IFPI Rádio)          | 11                 |
| Royaume-Uni (UK Singles Chart) | 22                 |
| Slovaquie (IFPI Rádio)         | 39                 |
| Suède (Sverigetopplistan)      | 6                  |
| Suisse (Schweizer Hitparade)   | 46                 |

## Référence
- (en) Cet article est partiellement ou en totalité issu de l’article de Wikipédia en anglais intitulé « Sorry, Blame It on Me » (voir la liste des auteurs).

1. ↑  (en) Australian-charts.com – Akon – Sorry, Blame It On Me. ARIA Top 50 Singles. Hung Medien.
2. ↑  (en) Akon - Chart history – Billboard. Canadian Hot 100. Prometheus Global Media.
3. ↑  (da) Danishcharts.com – Akon – Sorry, Blame It On Me. Tracklisten. Hung Medien.
4. ↑  (en) Akon - Chart history – Billboard. Billboard Hot 100. Prometheus Global Media.
5. ↑  (en) Akon - Chart history – Billboard. Billboard Pop Airplay. Prometheus Global Media.
6. ↑  (en) Akon - Chart history – Billboard. European Hot 100 Singles. Prometheus Global Media.
7. ↑  Lescharts.com – Akon – Sorry, Blame It On Me. SNEP. Hung Medien.
8. ↑  (hu) Rádiós Top 40 játszási lista – 2008. 25. hét. Rádiós Top 40 játszási lista. Magyar Hanglemezkiadók Szövetsége.
9. ↑  (hu) Dance Top 40 lista – 2007. 40. hét. Dance Top 40 lista. Magyar Hanglemezkiadók Szövetsége.
10. ↑  (en) GfK Chart-Track. Irish Singles Chart. Irish Recorded Music Association.
11. ↑  (en) Charts.org.nz – Akon – Sorry, Blame It On Me. RMNZ. Hung Medien.
12. ↑  (nl) Dutchcharts.nl – Akon – Sorry, Blame It On Me. Single Top 100. Hung Medien.
13. ↑  (cs) ČNS IFPI. Note: Insérer 200749 dans la liste déroulante. Hitparáda – CZ - Rádio - Top 100. IFPI Czech Republic.
14. ↑  (en) Archive Chart. UK Singles Chart. The Official Charts Company.
15. ↑  (cs) SNS IFPI. Note: Insérer 200737 dans la liste déroulante. Hitparáda – SK - Rádio - Top 100. IFPI Czech Republic.
16. ↑  (en) Swedishcharts.com – Akon – Sorry, Blame It On Me. Singles Top 60. Hung Medien.
17. ↑  (en) Swisscharts.com – Akon – Sorry, Blame It On Me. Schweizer Hitparade. Hung Medien.